# Nasalstrich

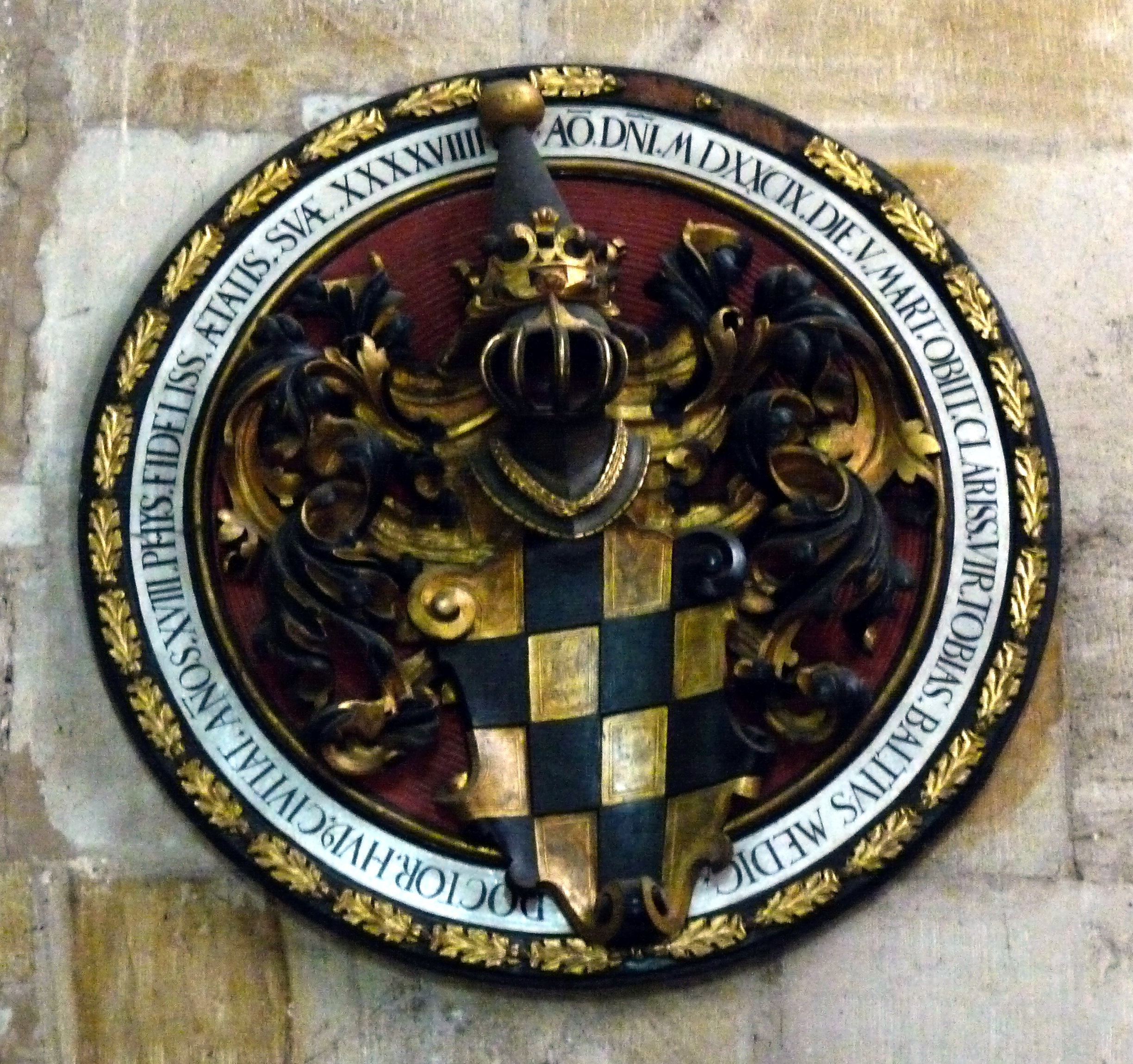
Totenschild in der Frauenkirche, Esslingen: Nasal- und Reduplikationsstrich AŌ statt ANNO, AN̅OS statt ANNOS.

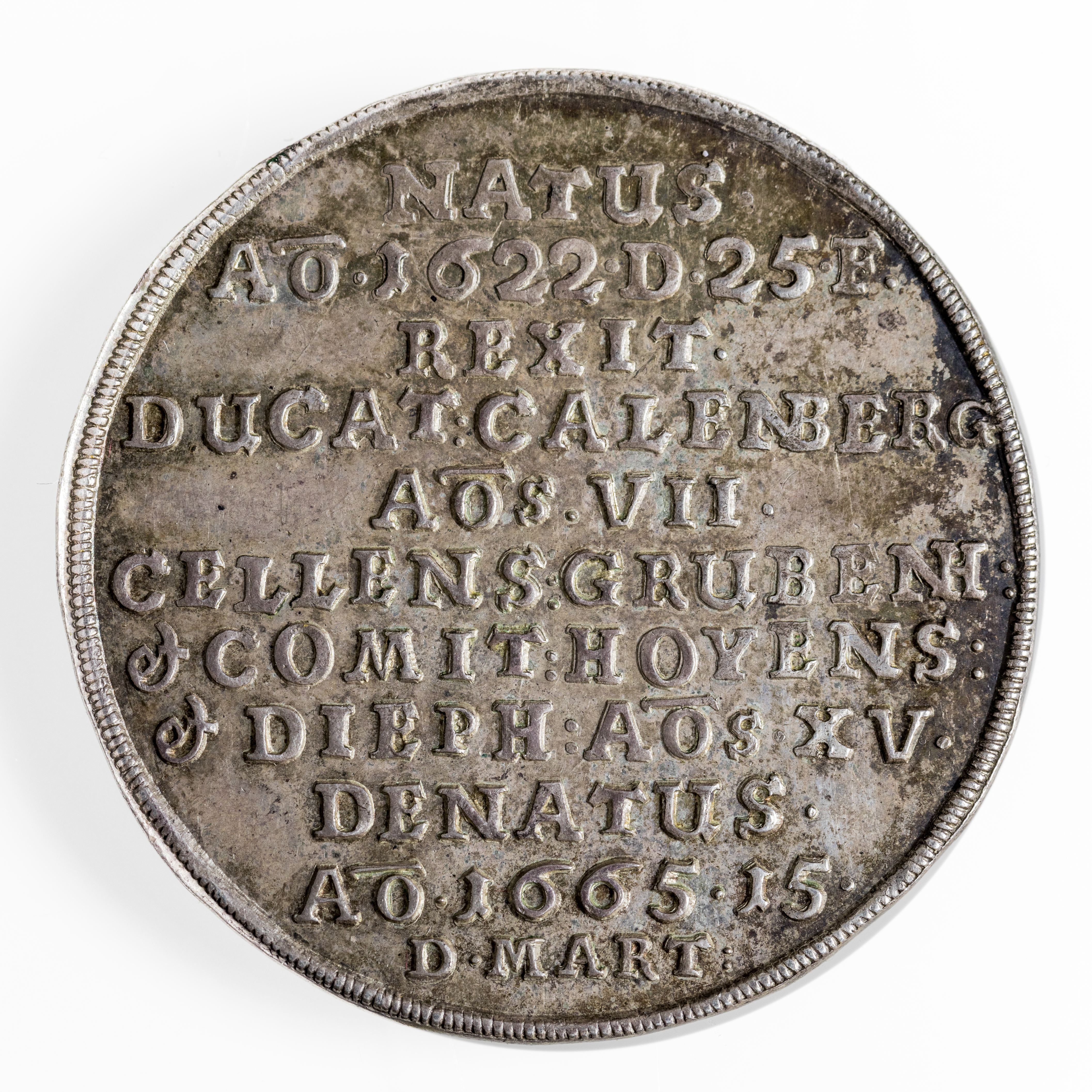
½ Sterbethaler 1665, Christian Ludwig von Braunschweig-Lüneburg: Nasalstriche AO̅ für ANNO und AO̅S für ANNOS.

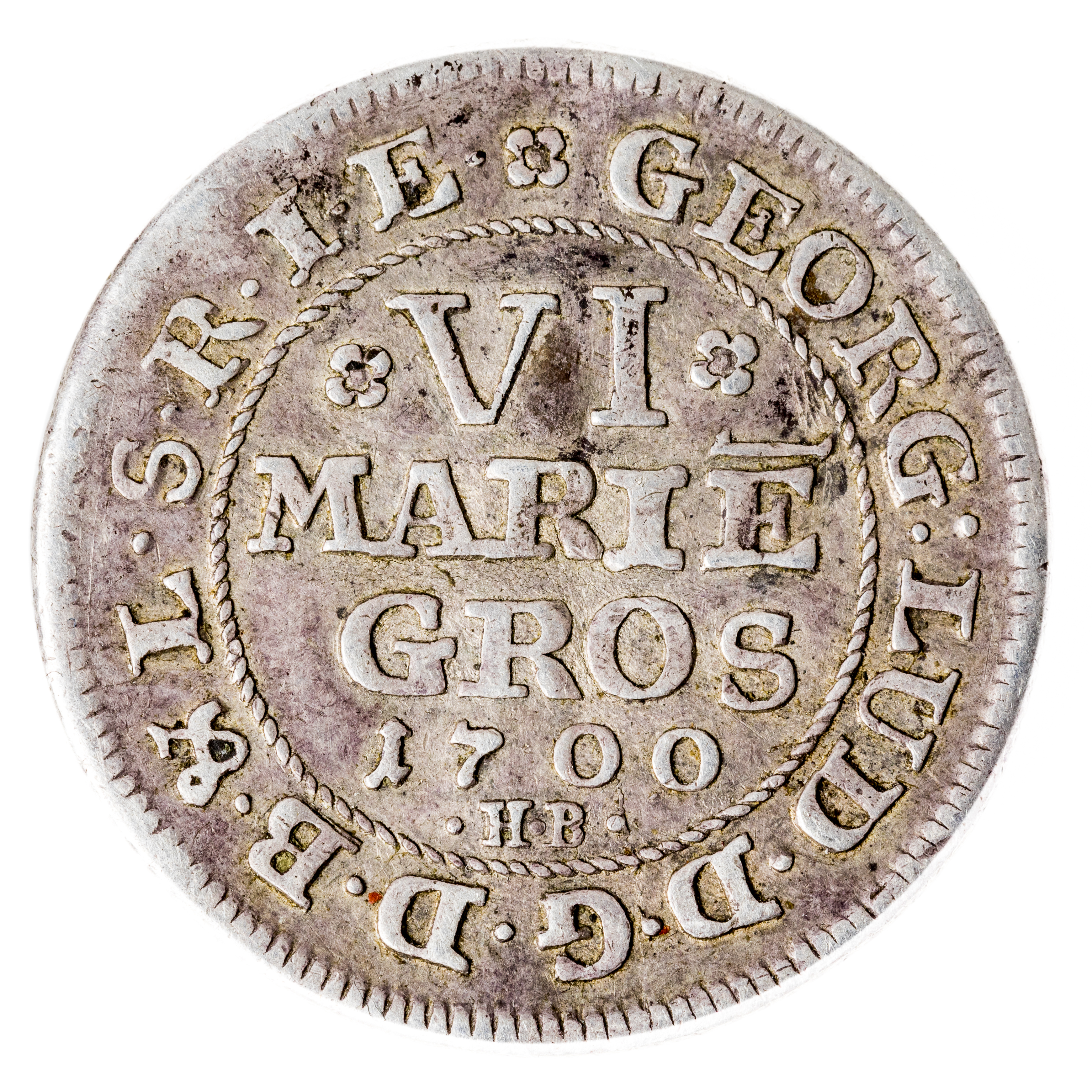
6 Mariengroschen 1700, Kurfürst Georg Ludwig von Braunschweig-Lüneburg: Nasalstrich MARIE̅ / GROS.

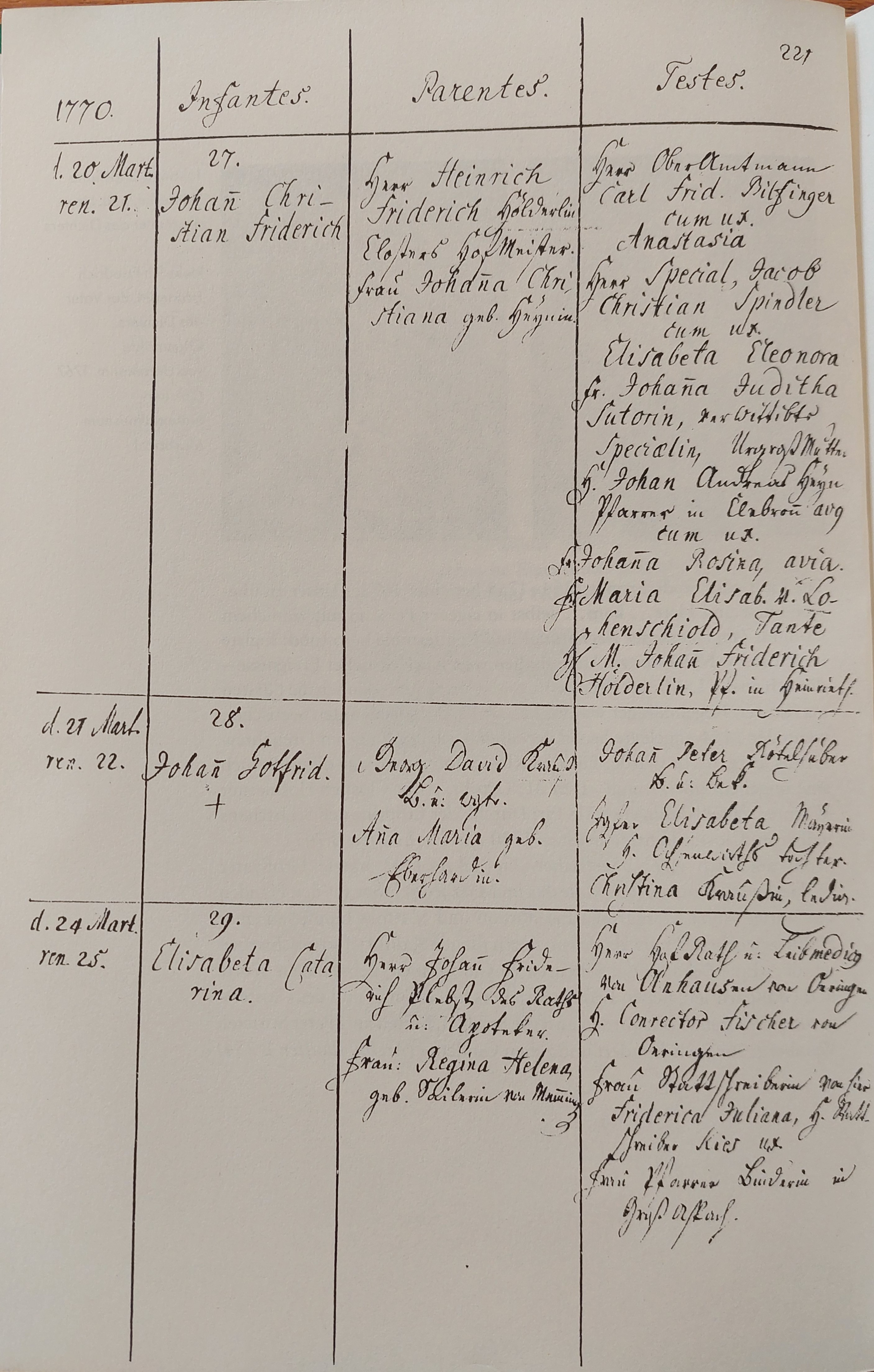
Taufbucheintrag Friedrich Hölderlin 1770: Reduplikationsstriche Johan̅ und Mutter Johan̅a

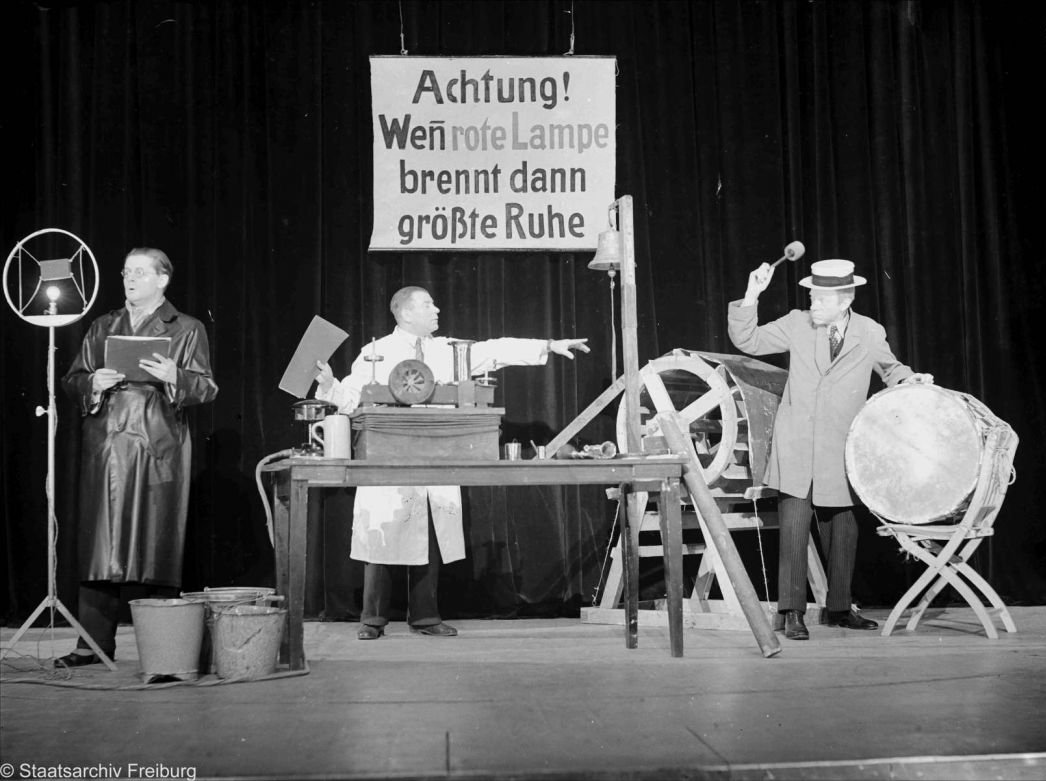
Plakat im Kabarett der Komiker 1936: Reduplikationsstrich über dem Buchstaben n

Der Nasalstrich und der Reduplikationsstrich sind Abkürzungszeichen (Beizeichen) in Form eines Überstrichs, einer Tilde oder eines Hakens. Sie sind keine diakritischen Zeichen, sondern nur Abkürzungszeichen. Ein Querstrich über Vokalen, der deren Länge anzeigt, wird dagegen als Makron bezeichnet.
Unicode kodiert den Überstrich als kombinierendes Zeichen U+0305 (combining overline): M̅, m̅, N̅, n̅ (das heißt M/m/N/n gefolgt von U+0305).

## Nasalstrich
Wie die meisten Abkürzungszeichen des Deutschen wurde dieser Abkürzungsstrich im Mittelalter aus dem lateinischen Abkürzungsschatz übernommen. In die lateinische Schreibkultur kam er wahrscheinlich aus dem Griechischen, wo man ihn besonders am Zeilenende für silbenschließendes ν einsetzte, bspw. μακρο̅ für μακρον makron; als Abbreviatur für silbenschließendes m kommt der Nasalstrich bereits in lateinischen Texten der Antike vor. In lateinischen Texten des Mittelalters und der Frühen Neuzeit steht er zumeist über Vokalen und ersetzt als Suspensionszeichen einen darauf folgenden oder vorausgehenden Nasal (m oder n) oder eine Silbe, die mit einem Nasal endet. Beispiele: stultu̅ für stultum; homine̅ oder weiter verkürzt ho̅i̅e̅ für hominem; cu̅ für cum; ta̅ für tam; tam̅ für tamen sowie AO̅ für ANNO und AO̅S für ANNOS.
Die Tilde über dem spanischen ñ geht ebenso auf den Nasalstrich zurück wie der til, der im Portugiesischen die Nasalierung eines Vokals anzeigt (siehe Nasalvokale in der portugiesischen Sprache).
Der Nasalstrich hat oft dieselbe oder eine ähnliche Form wie Beizeichen mit anderer Bedeutung, bspw. p̅ für prae; q̅ für quae oder am Wortende für -que; e̅ für est. Bei Nomina sacra wird zumeist die ganze Kontraktion überstrichen, zum Beispiel steht ΘΣ für Θεός (Theós „Gott“).

## Reduplikationsstrich
Der Reduplikationsstrich steht über Konsonanten wie m oder n und zeigt deren Verdoppelung an. Zum Beispiel steht „Him̅el“ für „Himmel“. Bei der deutschen Kurrentschrift steigert der Reduplikationsstrich die Lesbarkeit erheblich.